# Arcidiecéze Galveston-Houston
Arcidiecéze Galveston-Houston (latinsky Archidioecesis Galvestoniensis–Houstoniensis) je římskokatolická arcidiecéze na části území severoamerického státu Texas se sídly ve městech Galveston (s katedrální bazilikou Panny Marie a Houston (s konkatedrálou Božského Srdce Páně, v níž se odehrává většina diecézních ceremonií. Jejím současným arcibiskupem je kardinál Daniel Nicholas DiNardo.

## Stručná historie
V roce 1839 zřídil papež Řehoř XVI. Apoštolskou prefekturu Texas, v roce 1841 povýšenou na apoštolský vikariát. Roku 1847 na jeho místě papež Pius IX. zřídil Diecézi Galveston, povýšenou v roce 1959 na arcidiecézi Galveston-Houston. Galveston po ničivém uragánu v roce 1900 ztrácel na významu ve prospěch Houstonu, a proto bylo vhodné zdůraznit jeho význam i tím, že se stal druhým sídlem arcibiskupství. Katedrála v Galvestonu, historicky mateřský kostel celého Texasu, byla povýšena na baziliku minor.

## Církevní provincie

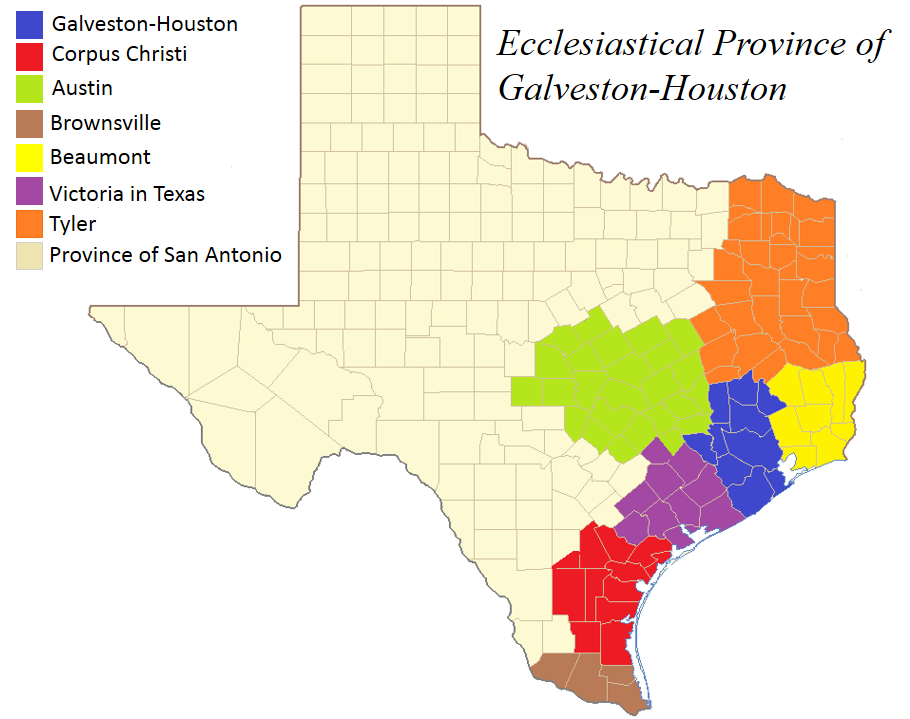
Mapa církevní provincie Galveston-Houston

Jde o metropolitní arcidiecézi, jíž jsou podřízeny tyto sufragánní diecéze na území amerického státu Texas:
- diecéze austinská
- diecéze beaumontská
- diecéze Brownsville
- diecéze Corpus Christi
- diecéze tylerská
- diecéze Victoria v Texasu